# Pedionis curvata
Pedionis curvata är en insektsart som beskrevs av Chandrasekhara A. Viraktamath 1981. Pedionis curvata ingår i släktet Pedionis och familjen dvärgstritar. Inga underarter finns listade i Catalogue of Life.